# Leptostomias gladiator
Leptostomias gladiator es una especie de pez de la familia Stomiidae en el orden de los Stomiiformes.

## Morfología
• Los machos pueden llegar alcanzar los 37,3 cm de longitud total.

## Hábitat
Es un pez de mar y de aguas profundas que vive entre 0-5.000 m de profundidad.

## Distribución geográfica
Se encuentra en el  Atlántico oriental (desde el sur de Irlanda hasta Mauritania, Liberia, Angola y Sudáfrica ), el Atlántico occidental (desde los Estados Unidos hasta Cuba-incluyendo el Golfo de México -, y desde el Brasil hasta la Argentina), el Índico y el Pacífico.